# Kořenec
Kořenec (en allemand : Korschenetz) est une commune du district de Blansko, dans la région de Moravie-du-Sud, en République tchèque. Sa population s'élevait à 357 habitants en 2020.

## Géographie
Kořenec se trouve à 9 km au nord-est de Boskovice, à 20 km au nord-nord-est de Blansko, à 39 km au nord-nord-est de Brno et à 178 km à l'est-sud-est de Prague.
La commune est limitée par Horní Štěpánov au nord, par Benešov à l'est et au sud, par Okrouhlá au sud, et par Knínice u Boskovic et Šebetov à l'ouest.

## Histoire
La première mention écrite de la localité date de 1490.